# Лучше скажи, что ты хочешь
Лучше скажи, что ты хочешь (англ. Just Tell Me What You Want) — комедийный фильм режиссёра Сидни Люмета, выпущенный в 1980 году. Экранизация произведения — Д. Прессон Аллен.

## Сюжет
Молодая женщина, продюсер по профессии, встречается со своим боссом Максом, главой целой корпоративной империи. При этом она хочет перевести отношения на качественно новый уровень, но Макса устраивает всё как есть. Желая принудить его совершить этот нелёгкий шаг, женщина заводит роман с молодым писателем по имени Стивен. Макс, не привыкший к поражениям, решает сделать всё, чтобы вернуть возлюбленную себе.

## В ролях
- Алан Кинг — Макс Хершел
- Эли Макгроу — Боунс Бёртон
- Питер Уэллер — Стивен Рутледж
- Кинан Уинн — Сеймур Бергер
- Тони Робертс — Майк Бергер
- Мирна Лой — Стелла Либерти
- Дина Меррилл — Конни Хершел